# کارل ریچارد لپسیوس
کارل ریچارد لپسیوس (۲۳ دسامبر ۱۸۱۰ - ۱۰ ژوئیه ۱۸۸۴) از مصرشناسان پیشرو اهل پروس بود که در زبان‌شناسی نیز تخصص داشت. او از بنیان‌گذاران باستان‌شناسی نوین به شمار می‌رود.

## زندگی‌نامه
به دنیا آمده در نومبورگ، زاکسن (امروزه در آلمان)، لپسیوس سومین پسر کارل پیتر لپسیوس و فریدریک گلاسر بود. او میان سال‌های ۱۸۲۹ تا ۱۸۳۰ به آموختن باستان‌شناسی یونان و روم باستان در دانشگاه لایپزیگ پرداخت. سپس در گوتینگن (۱۸۳۲-۱۸۳۰) و برلین (۱۸۳۳-۱۸۳۲) تحصیل کرد و پس از گرفتن مدرک دکترای خود در ۱۸۳۳ با موضوع پژوهش بر لوحه‌های ایگوبین، به پاریس رفت تا در جلسات درس ژان لترون که خود از نخستین دانشجویان ژان فرانسوا شامپولیون بود، شرکت کند. او همچنین به مناطق گوناگون اروپا سفر کرد و با بازدید از موزه‌های مصرشناسی، به فراگیری زبان مصر باستان و نشانه‌های به کار رفته در سنگ‌نبشته‌ها پرداخت.
او همچنین استاد مصرشناسی دانشگاه برلین و رئیس موزه مصر باستان این شهر بود.

## عمده آثار
- Das Todtenbuch der Ägypter nach dem hieroglyphischen Papyrus in Turin mit einem Vorworte zum ersten Male Herausgegeben، Leipzig: G. Wigand. (Reprinted Osnabrück: Otto Zeller Verlag, 1969)، ۱۸۴۲
- Denkmaeler aus Aegypten und Aethiopien nach den Zeichnungen der von Seiner Majestät dem Koenige von Preussen, Friedrich Wilhelm IV., nach diesen Ländern gesendeten, und in den Jahren 1842–1845 ausgeführten wissenschaftlichen Expedition auf Befehl Seiner Majestät. 13 vols، Berlin: Nicolaische Buchhandlung. (Reprinted Genève: Éditions de Belles-Lettres, 1972)، ۱۸۴۹
- Briefe aus Aegypten, Aethiopien und der Halbinsel des Sinai: Geschrieben in den Jahren 1842–1845 während der auf Befehl Sr. Majestät des Königs Friedrich Wilhelm IV. von Preußen ausgeführten wissenschaftlichen Expedition، Berlin: Verlag von Wilhelm Hertz. Translated into English 1853 Discoveries in Egypt, Ethiopia and the Peninsular of Sinai. London: Richard Bentley. (Reissued by Cambridge University Press, 2010. ISBN 978-1-108-01711-4)، ۱۸۵۲
- Nubische Grammatik mit einer Einleitung über die Völker und Sprachen Afrika's، Berlin: Verlag von Wilhelm Hertz، ۱۸۸۰